# Tubbia
Tubbia is een monotypisch geslacht van straalvinnige vissen uit de familie van Centrolophidae. Het geslacht is voor het eerst wetenschappelijk beschreven in 1943 door Whitley.

## Soort
- Tubbia tasmanica (Whitley, 1943)